# Stoyan Yordanov
Stoyan Ivanov Yordanov (bulgare : Cтоян Иванов Йорданов) (né le 29 janvier 1944 à Sofia en Bulgarie) est un joueur de football international bulgare, qui évoluait au poste de gardien de but.

## Biographie

### Carrière en sélection
Avec l'équipe de Bulgarie, il dispute 25 matchs (pour aucun but inscrit) entre 1968 et 1975. Il figure notamment dans le groupe des sélectionnés lors de la Coupe du monde de 1970, disputant un match face au Maroc.
Il participe également aux Jeux olympiques de 1968 organisés à Mexico, où il glane la médaille d'argent.

## Palmarès
| CSKA Sofia - Championnat de Bulgarie (8) : - Champion : 1961-62, 1965-66, 1968-69, 1970-71, 1971-72, 1972-73, 1974-75 et 1975-76. - Coupe de Bulgarie (5) : - Vainqueur : 1964-65, 1968-69, 1971-72, 1972-73 et 1973-74. |  | Bulgarie olympique - Jeux olympiques : - Argent : 1968. |